# Prunet (okręg Dolj)
Prunet – wieś w Rumunii, w okręgu Dolj, w gminie Bratovoești. W 2011 roku liczyła 572 mieszkańców.